# Agglutinerende sprog
De agglutinerende sprog (fra det latinske udsagnsord agglutinare, som betyder "at sammensætte" eller "at sammenlime") er en undertype af de syntetiske sprog, det vil sige sprog, hvor de enkelte ord ændrer form for at kunne anvendes i forskellige grammatiske sammenhænge. I agglutinerende sprog tilføjes (agglutineres) en række affixer til en ordstamme, og hver enkelt affix (som ikke i sig selv har noget betydningsmæssigt indhold) kan sædvanligvis associeres med en bestemt grammatisk funktion. Derved adskiller de sig fra flekterende sprog (fx dansk), hvor en mængde relaterede ordformer (paradigme) anvendes for at udtrykke grammatiske roller men hvor hver given form repræsenterer et helt kompleks af grammatiske særtræk (som numerus, genus og så videre).
Begrebet anvendtes først af Wilhelm von Humboldt i 1836 og August Wilhelm Schlegel i deres morfologiske inddeling af forskellige sprog.
Som eksempler på sprog, som er agglutinerende, kan nævnes estisk, finsk, ungarsk, japansk, tyrkisk, swahili, maltesisk, esperanto, nahuatl (aztekisk) og somali.
Nogle eksempler fra estisk:
laul = sang
laul-ma = at synge (stamme + infinitiv suffix)
laula-n = jeg synger (stamme + 1 person endelse)
laul-sid = du/de sang (stamme + 2 person entals eller 3 person flertals datids endelse)
mesi = honning
mesi-nik = biavler (stamme + afledt endelse)
mesi-lane = bi (stamme + afledt endelse)
maja = hus
maja-de = huses eller husenes (stamme + ejefald flertals endelse)
maja-de-s = i husene (stamme + ejefald flertals endelse + forholdsledsendelse)
og så fremdeles.